# Бор (Всеволожский район)
Бор (фин. Poru) — деревня в Колтушском городском поселении Всеволожского района Ленинградской области.

## История
Первое картографическое упоминание деревни — селение Боръ, происходит в 1727 году на карте Ингерманландии А. Ростовцева.
Деревня Poru упоминается в наиболее старых из сохранившихся церковных регистрационных книгах Колтушского лютеранского прихода, начиная с 1745 года.
Деревня Бор упоминается на «Карте окружности Санкт-Петербурга» 1810 года.

БОР — деревня принадлежит ротмистру Александру Чоглокову, жителей по ревизии 16 м. п., 29 ж. п. (1838 год)

Деревня Боръ упоминается и на Плане генерального межевания Шлиссельбургского уезда.

БОР — деревня г. Чоглокова, по просёлкам, 5 дворов, 18 душ м. п. (1856 год)

Число жителей деревни по X-ой ревизии 1857 года: 19 м. п., 22 ж. п..
В 1860 году в деревне было 7 дворов. 

БОР — деревня владельческая, при колодцах, 7 дворов, 19 м. п., 22 ж. п. (1862 год)

Согласно подворной переписи 1882 года в деревне проживали 10 семей, число жителей: 28 м. п., 33 ж. п., все лютеране, разряд крестьян — собственники, а также пришлого населения 15 семей, в них: 38 м. п., 30 ж. п., все лютеране.

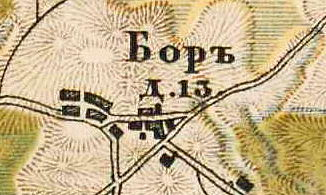
План деревни Бор. 1885 год

В 1885 году деревня насчитывала 13 дворов. По данным Материалов по статистике народного хозяйства в Шлиссельбургском уезде 1885 года 9 крестьянских дворов в деревне (или 90 % всех дворов) занимались молочным животноводством, 5 крестьянских дворов (или 50 % всех дворов) выращивали на продажу смородину, яблоки и крыжовник.
В 1886 году, согласно материалам по статистике народного хозяйства Шлиссельбургского уезда, 5 десятин земли в деревне Бор приобрёл выборгский уроженец С. С. Кондулайне.
В 1893 году, согласно карте Шлиссельбургского уезда, деревня Бор насчитывала 12 крестьянских дворов.

БОР — деревня на земле Селецкого сельского общества, при просёлочной дороге 12 дворов, 39 м. п., 42 ж. п., всего 81 чел.

КАПСКОЕ — починок у деревни Бор, на землях Ильиных 10 домов + 1 собственный дом Симона Симоновича Кондулайне, 29 м. п., 30 ж. п., всего 59 чел. смежен с деревнями Сельцы и Бор. (1896 год)

В конце XIX — начале XX века деревня административно относилась к Колтушской волости 2-го стана Шлиссельбургского уезда Санкт-Петербургской губернии. Население деревни было однородным — финским.
В 1909 году в деревне было 12 дворов.

БОР — деревня Борского сельсовета, Ленинской волости, 37 хозяйств, 174 души.
 
Из них: русских — 1 хозяйство, 4 души; финнов-ингерманландцев — 36 хозяйств, 170 душ; (1926 год)

По другим данным часть населения деревни составляли переселенцы и потомки переселенцев из Финляндии, так называемые «финляндские карелы».
Деревня являлась административным центром Борского сельсовета. По данным переписи населения 1926 года в него входили деревни: Бор, Колбино, Лиголампи, Пундолово, Сельцы, Суоранда, Токкари и Хирвости.
Не позднее 1933 года он был присоединён к Колтушскому финскому национальному сельсовету.
В 1930-х годах в деревне был образован колхоз «Начало», объединявший 23 хозяйства и 334 га пашни.
В 1938 году население деревни составляло 166 человек, все финны.

БОР — деревня Колтушского сельсовета, 251 чел. (1939 год)

План деревни Бор. 1939 год

В 1940 году деревня насчитывала 25 дворов.
До 1942 года — место компактного проживания ингерманландских финнов.
В годы войны в деревне располагались:
- хирургический полевой подвижный госпиталь № 222
- госпиталь для легкораненых № 2764
- полевые подвижные госпитали № 179, 1163, 2205, 2236
- эвакуационные госпитали № 71, 990, 1011
- управление головного полевого эвакуационного пункта № 62 с эвакоприёмником
- управление головного полевого эвакуационного пункта № 96 с эвакоприёмником[30]

В 1958 году население деревни составляло 166 человек.
По данным 1966, 1973 и 1990 годов деревня Бор входила в состав Колтушского сельсовета.
В 1997 году в деревне проживали 38 человек, в 2002 году — 100 человек (русских — 85%), в 2007 году — 62.

## География
Располагается в юго-западной части района на автодороге 41К-310 (Колтуши — Коркино) в месте примыкания к ней автодороги 41К-311 (Подъезд к пос. Воейково).
Расстояние до административного центра поселения — 1 км.
Расстояние до ближайшей железнодорожной платформы Всеволожская — 9 км.
Деревня находится на Колтушской возвышенности, к востоку от Колтушей.

## Демография
| 1862 | 2007 | 2010 | 2017 |
| ---- | ---- | ---- | ---- |
| 41   | ↗62  | ↗102 | ↗122 |

Национальный состав
По данным Всероссийской переписи населения 2021 года в деревне проживал 351 человек, из них:
 русские — 335, лакцы — 3, корейцы — 2, таджики — 2, аварцы — 1, белорусы — 1,  грузины — 1, татары — 1, украинцы — 1, чуваши — 1, другие национальности — 3, остальные национальность не указали.

## Административное подчинение
- с 1 марта 1917 года — в Колбино-Борском сельсовете Колтушской волости Шлиссельбургского уезда.
- с 1 февраля 1921 года — в Борском сельсовете.
- с 1 февраля 1923 года — в Борском сельсовете Ленинской волости Ленинградского уезда.
- с 1 августа 1927 года — в Борском сельсовете Ленинского района Ленинградского округа.
- с 1 августа 1930 года — в Борском сельсовете Ленинградского Пригородного района.
- с 1 августа 1936 года — в Борском сельсовете Всеволожского района[31].

## Инфраструктура
Деревня закреплена за МОУ «Колтушская средняя общеобразовательная школа им. ак. И. П. Павлова».
В деревне ведётся активное коттеджное строительство.

## Улицы
Берёзовая аллея, Грибной переулок, Дальний переулок, Луговая, Луговой проезд, Петровская, Тихая, Центральная.